# Mike Fisher
 Mike Fisher  va ser un pilot de curses automobilístiques estatunidenc que va arribar a disputar curses de Fórmula 1.
Va néixer el 13 de març del 1943 a Hollywood, Califòrnia, Estats Units.

## A la F1
Mike Fisher va debutar a la vuitena cursa de la temporada 1967 (la divuitena temporada de la història) del campionat del món de la Fórmula 1, disputant el 27 d'agost del 1967 el GP del Canadà al circuit de Mosport Park.
Va participar en un total de dues curses puntuables pel campionat de la F1, disputades a la mateixa temporada, aconseguint una onzena posició com a millor classificació en una cursa i no assolí cap punt pel campionat del món de pilots.

## Resultats a la Fórmula 1
| Any  | Equip       | Xassís | Motor | 1   | 2   | 3   | 4   | 5   | 6   | 7   | 8      | 9   | 10  | 11      | Posició | Punts |
| ---- | ----------- | ------ | ----- | --- | --- | --- | --- | --- | --- | --- | ------ | --- | --- | ------- | ------- | ----- |
| 1967 | Mike Fisher | Lotus  | BRM   | SUD | MON | HOL | BEL | FRA | GBR | ALE | CAN 11 | ITA | USA | MEX Ret | -       | 0     |

### Resum
| Curses: | Victòries: | Pòdiums: | Poles: | Voltes ràpides: | Punts: |
| ------- | ---------- | -------- | ------ | --------------- | ------ |
| 2       | 0          | 0        | 0      | 0               | 0      |